# Tannya Varela
Tannya Gioconda Varela Coronel (Ibarra, 16 de noviembre de 1966) es una policía ecuatoriana reconocida por haber sido la primera mujer en obtener el cargo de Jefe de Estado Mayor de la Policía Ecuatoriana, y posteriormente ser la primera mujer en ostentar el cargo de comandante general de Policía de la República del Ecuador, entre 2021 a 2022.

## Biografía
Nació el 16 de noviembre de 1966 en Ibarra, provincia de Imbabura. Sus padres son Stalin Varela Jara y Magdalena Coronel Moncada. Tiene tres hermanos, dos varones y una mujer.
Realizó sus estudios secundarios en el Colegio de Señoritas Ibarra. Desde corta edad estuvo interasada en los deportes, particularmente atletismo y baloncesto, lo que la llevó a ser parte de la selección provincial de baloncesto y a ganar una medalla de oro en una competencia de atletismo de 10 kilómetros, a los 14 años.

### Policía
Ingresó a la Policía Nacional de Ecuador en 1984. En 1987 se graduó como policía y entró a trabajar al Grupo de Tránsito de Pichincha y posteriormente al Servicio Urbano de Ibarra.
En 2016, asumió como directora de la Escuela Superior de Policía "Alberto Enríquez Gallo".
En 2017, asumió la dirección de la Comandancia de la Zona 5 de la Policía Nacional del Ecuador. Fue la primera mujer en dirigir la Comandancia de la Zona 8 de Ecuador. Este cargo lo ocupó dos veces, la segunda en julio de 2018 hasta 2019. Posteriormente, pasó a ocupar la Dirección General de Personal dentro de la misma institución.
En 2020, se convirtió en la primera mujer en ocupar el cargo de jefe de Estado Mayor en la Policía Nacional del Ecuador.

### Comandante general de Policía Nacional
El 22 de marzo de 2021, el presidente Lenin Moreno, dio el visto bueno para su nombramiento, siendo ratificado por el ministro de Gobierno, Gabriel Martínez, en el cual se convierte en la primera mujer comandante general de Policía de la República del Ecuador. Varela fue ratificada en el cargo a partir del 24 de mayo de 2021, por el presidente Guillermo Lasso.

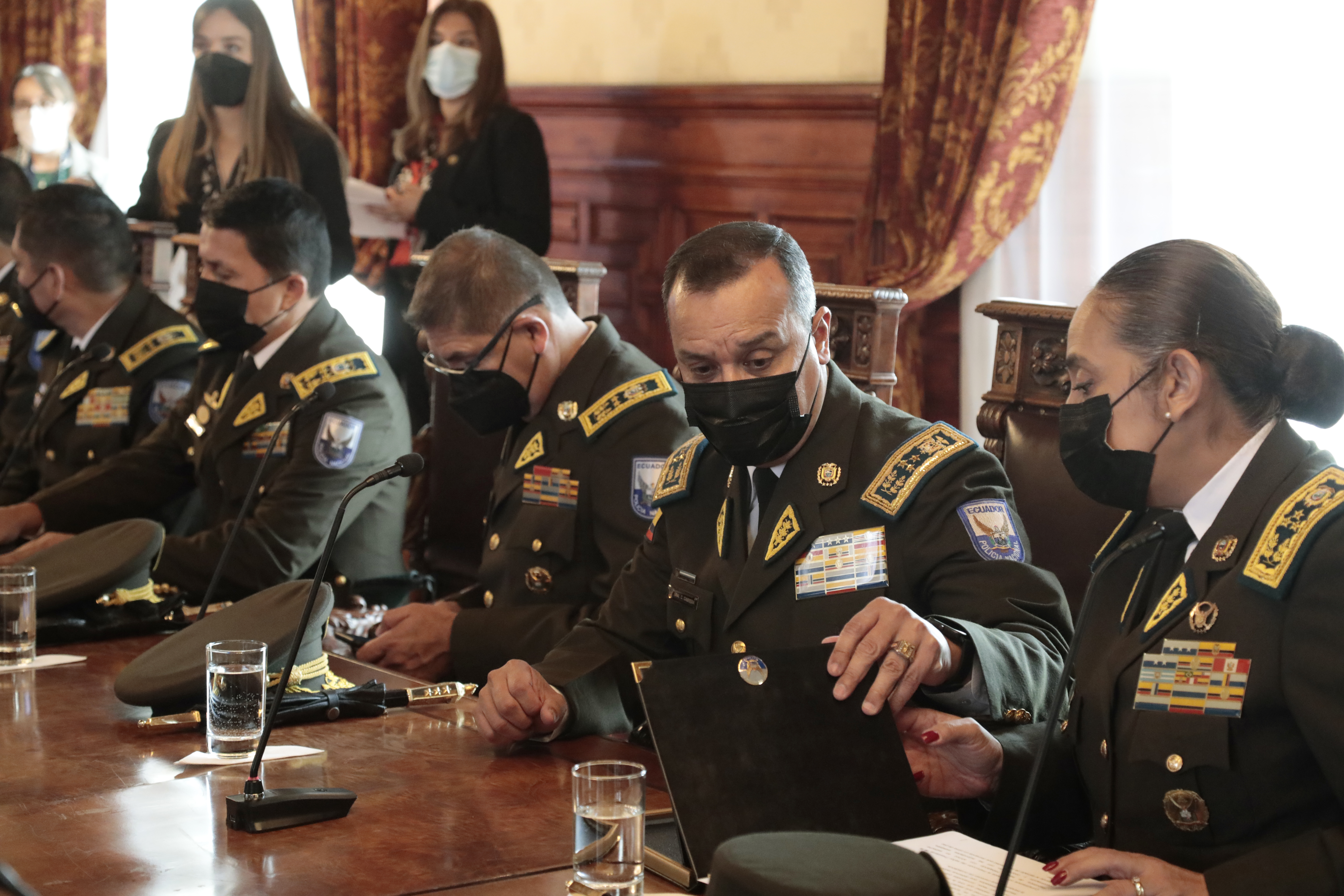
Varela (derecha) durante una reunión con el presidente Guillermo Lasso y la Policía Nacional.

El 23 de enero del 2022, luego de que varios de sus subalternos estuvieran involucrados en sendos casos de corrupción y narcotráfico y ante los últimos episodios de violencia que estaba viviendo el Ecuador, el presidente Guillermo Lasso, le pidió su renuncia irrevocable, efectivizándose inmediatamente.